# Frank Cassenti
Frank Cassenti   (Rabat, 6 d'agost de 1945 - La Ciutat, 22 de desembre de 2023) fou un guionista i director de cinema i televisió francès. Va ser també director de teatre.

## Biografia
Nascut al Marroc en un ambient modest, va continuar els seus estudis a Alger l'any 1958 i després de 1959 a 1962 a l'institut de Dellys on va començar a dedicar-se a la música. A 17 anys, essent estudiant a Lilla, va codirigir el cineclub de la Union nationale des étudiants de France amb Michèle Annie Mercier, tocava el contrabaix en una orquestra de jazz i sovintejava el moviment anarcocomunista. Aleshores va descobrir una càmera de 8 mm a casa d'un amic, va sortir al carrer i va impressionar una bobina de 3 minuts. El 1968 va conèixer Chris Marker i tot el seu cercle d'amics que practicaven el cinema com a mitjà de lluita i experimentació filmant una vaga minera al nord on va conèixer Joris Ivens i Marceline Loridan.

### Un cinema compromès
El 1969, Frank Cassenti al costat de Michèle Annie Mercier va fer el seu primer curtmetratge de ficció, Flash Parc, produït per Jean-Luc Godard, que va ser seleccionat per a la Quinzena dels Directors de Canes. El 1972 van rodar el seu primer llargmetratge, Salut Voleurs, a Lilla, amb Jacques Higelin, Jean-Luc Bideau, Claude Melki i László Szabó. El 1973 fou prohibit per la censura L'Agression, un curtmetratge de ficció adaptat d'una notícia que relatava l'assassinat d'un treballador immigrant. Tanmateix, una campanya de premsa va aconseguir aixecar-ne la prohibició. Presentada a nombrosos festivals, la pel·lícula es va exhibir per mitjà de les xarxes associatives que denunciaven el racisme i la violència feixista.
Aquest període militant durant el qual va treballar amb el cineasta i productor Pascal Aubier dins de Films de la Commune va portar a l'escriptura de L'Affiche rouge, filmat a La Cartoucherie de Vincennes, que posa de manifest el paper de la resistència de les persones migrants. El 1976, la pel·lícula va obtenir el Premi Jean-Vigo. El 1978 TF1 li va demanar que elaborés un reportatge amb Régis Debray a Cuba sobre el Festival Mundial de la Joventut i els Estudiants. Va tornar entusiasmat d'aquell viatge a Cuba i impressionat pel fervor de les delegacions, especialment les del Tercer Món. El canal de televisió TF1, dirigit per Jean-Pierre Elkabbach i Patrick Poivre d'Arvor, va demanar-li que modifiqués el muntatge, fet que va rebutjar, i el dia abans de l'emissió la pel·lícula va ser desprogramada. Després va escriure a Le Monde un article per a denunciar aquesta censura.
Cassenti va conèixer Pierre Goldman que acabava de ser absolt després d'haver passat set anys a la presó acusat de robatori i va decidir de portar a la pantalla el seu llibre autobiogràfic escrit a la presó, Souvenirs obscurs d’un juif polonais né en France. Va abandonar el projecte després de l'assassinat de Pierre Goldman el setembre de 1979 per un comando d'extrema dreta anomenat Honneur de la Police, però va fer un documental, Salsa pour Goldman. El 1981 va dirigir Deuil en 24 heures per a Antenne 2, una sèrie de quatre hores amb Richard Bohringer, adaptació d'una novel·la de Vladimir Pozner. La sèrie va aconseguir l'aprovació de la crítica i un gran èxit de públic.

### Música i cinema
A la dècada del 1980 Cassenti va fer documentals com Lettre à Michel Petrucciani i Je suis jazz, c’est ma vie amb Archie Shepp. Els van seguir Retour en Afrique, filmat al Senegal i a l'illa de Gorée. A partir de la dècada del 1990 va fer documentals sobre música per a Arte, a Sud-àfrica sobre cançons i danses zulú, i sobre grans figures del jazz, Miles Davis, Dizzy Gillespie, Max Roach, Ray Charles, Nina Simone i Abbey Lincoln. Al teatre, va dirigir Mademoiselle Eles d'Arthur Schnitzler, Novecento d'Alessandro Baricco amb Jean-François Balmer, que va obtenir tres nominacions als premis Molière. També va realitzar la pel·lícula Le Testament d'un poète juif assassiné basada en la novel·la d'Elie Wiesel amb Michel Jonasz, Erland Josephson i Philippe Léotard, que va ser seleccionada per la Mostra Internacional de Cinema de Venècia però no s'estrenaria fins dos anys més tard.
El 2005 va crear la productora Oléo Films amb Samuel Thiebaud. El 2007 va dirigir un documental de ficció, J’avais 15 ans, sobre la vida d'André Kirschen que, als 15 anys, va abatre un oficial alemany al París ocupat el 1941 i va morir als 81 anys al final del rodatge. I dues pel·lícules, Gnawa Music el 2010 i La nuit de la possession rodada el 2012 a Essaouira, sobre el ritual del tràngol a la cultura gnawa
| « | Crec que puc dir com a home de cultura que tot el que faig és només una manera de conèixer l'altre, d'intercanviar i entendre el món en què vivim i transformar-lo per a conviure millor. | » |

## Filmografia
Director
- 1973: L'Agression (13 min)
- 1973: Salut, voleurs ! (85 min)
- 1976: L'Affiche rouge (90 min) Premi Jean-Vigo 1976
- 1978: La Chanson de Roland (110 min); DVD, 2003
- 1980: Aïnama : Salsa pour Goldman, documental (90 min)
- 1982: Deuil en vingt-quatre heures, TV
- 1983: Lettre à Michel Petrucciani (43 min)
- 1984: Mystery Mister Ra, documental (51 min)
- 1984: Archie Shepp : Je suis jazz...c'est ma vie, documental (52 min); DVD, 2007
- 1987: Le Testament d'un poète juif assassiné (90 min)
- 1988: Ray Bradbury présente, temporada 2, episodi 8, On the Orient, North
- 1998: Le goût des fraises, televisió, (87 min)
- 2003: Jazz à Porquerolles (52 min)
- 2006: Tango pour Astor, documental (54 min)
- 2006: Novecento (75 min); DVD, 2008
- 2007: Richard Galliano & Tangaria Quartet : Live in Marciac 2006, vídeo (80 min); DVD, 2007
- 2008: J'avais 15 ans, documental (52 min)
- 2010: Gnawa Music (52 min)
- 2011: Mizik Antilles (52 min)
- 2011: Music is My Way
- 2012: Billie Holiday for Ever, 52 min, Arte
- 2012: La nuit de la possession, documental (83 min)
- 2013: Chroniques de résistance, documental (52 min)
- 2014: Carlos Maza. L’énergie de l’homme libre, documental (53 min)
- 2015: JO de Berlin 36, la grande illusion, documental (52 min), emès a France 5[6] dins La Case du siècle.
- 2016: La Voix des ancêtres, documental amb Simone Schwartz-Bart[7]